# Gerhard Schönbacher
Gerhard Schönbacher (* 25. Januar 1954 in Graz) ist ein ehemaliger österreichischer Radrennfahrer und heutiger Organisator von Radsportveranstaltungen. Als aktiver Radsportler belegte er bei der Tour de France zwei Mal den letzten Platz.

## Sportliche Laufbahn
Gerhard Schönbacher wuchs in Mellach bei Graz auf, er stammte aus einer Arbeiterfamilie. Die Siedlung, in der er mit Schwester und Bruder aufwuchs, wurde wegen sozialer Probleme Glasscherbensiedlung genannt. Neben der Schule verdiente er sich erstes eigenes Geld mit verschiedenen Jobs. Mit seinem Ersparten und einem Zuschuss seiner Eltern konnte er sich sein erstes Rad von Puch kaufen. Seine sportliche Laufbahn begann er zunächst als Boxer, weshalb er später auch den Spitznamen „Boxer“ erhielt. Als Jugendlicher kämpfte er – 1,82 Meter groß und 67 Kilogramm schwer – im Weltergewicht, später im Mittelgewicht. Zudem spielte er Eishockey beim ATSE Graz, das Fahrradfahren betrieb er auf den Rat von Trainer František Tikal zunächst als Ausdauertraining im Sommer. Sein erster größerer Erfolg war der Sieg im Etappenrennen Dusika-Tour 1971, der bedeutendsten Etappenfahrt für Junioren in Österreich.
1973 gewann Schönbacher Etappen bei österreichischen Rundfahrten, 1974 und 1976 jeweils eine Etappe der Österreich-Rundfahrt. 1979 startete er erstmals, als Mitglied des Teams DAF Trucks, bei der Tour de France. Ein Journalist, auf der Suche nach Schlagzeilen über das erfolglose Team, hatte die Idee, ein „Rennen“ um den letzten Platz zu fahren. „Spaßvogel“ Schönbacher schien der richtige Mann dafür. Damit stand er in Konkurrenz zu Philippe Tesnière, der im Jahr zuvor Träger der Lanterne Rouge gewesen war. Bei der 21. Etappe, einem Einzelzeitfahren, gelang es ihm, Vorletzter zu werden, jedoch innerhalb der Karenzzeit zu bleiben, während Tesnière als Letzter wegen Zeitüberschreitung disqualifiziert wurde. Schönbacher erreichte damit sein Ziel, Letzter der Tour zu werden, zum Ärger von Tour-Direktor Félix Lévitan. Die Ziellinie in Paris überquerte er zu Fuß.
Für die Tour de France 1980 ließ Levitan festlegen, dass ab der dritten Etappe täglich der letzte Fahrer der Gesamtwertung ausscheiden sollte. Folglich versuchte Schönbacher, jeden Tag Vorletzter zu werden, was ihm bis zur 19. Etappe gelang, nach der gemäß den Regeln der Letzte nicht mehr ausscheiden sollte. Dank eines Ausreißversuchs hätte Schönbacher die letzte Etappe fast noch gewonnen und belegte letztlich Rang zehn. Aber es gelang ihm, ein zweites Mal Träger der Lanterne Rouge zu werden. Wegen eines Streits mit Patrick Lefevere, dem Sportlichen Leiter seines Teams Marc-IWC-VRD, um die Zahlung eines Bonus verließ er diese Mannschaft noch am Abend des letzten Tourtages. Anschließend fuhr er zwei Saisons lang für Puch, machte aber keinen weiteren Versuch, Tourletzter zu werden, da er nicht weiter „den Idioten“ machen wolle. 1981 wurde er 112. der Gesamtwertung von 121 Fahrern, 1982 belegte er bei der Vuelta a España Platz 60. Zwischen 1978 und 1987 startete er bei sieben Straßenweltmeisterschaften.
1985 wurde Schönbacher auf dem Fahrrad von einem Auto angefahren; er brach sich den Rücken und lag monatelang im Krankenhaus. Er beendete nach der Heim-WM in Villach seiner Karriere als Profiradsportler. Ab 1990 bis 1994 war er Sportlicher Leiter im Radsportteam Varta-Elk.

## Weitere Aktivitäten
Neben dem Radsport war Gerhard Schönbacher bei Autorennen und bei Geschwindigkeitsskifahren aktiv. Er fand Aufnahme in das Guinness-Buch der Rekorde, nachdem er sich beim Adelaide Grand Prix unangeschnallt auf dem Dach eines Autos mit 240 Kilometern pro Stunde hatte herumfahren lassen.
1995 rief Schönbacher in Australien die Crocodile Trophy, eine Etappenfahrt auf Mountainbikes, ins Leben. In Österreich initiierte er die Alpentour Trophy. Sein Projekt des Gran Fondo Middle East Peace Tour durch Israel, Jordanien und Palästina scheiterte bisher an den politischen Gegebenheiten. 2021 fand erstmals der von ihm organisierte City Hill Climb in Salzburg statt.

## Erfolge
1973
- eine Etappe Niederösterreich-Rundfahrt
- eine Etappe Uniqa Classic

1974
- eine Etappe Österreich-Rundfahrt

1976
- eine Etappe Österreich-Rundfahrt

1978
- eine Etappe Tour de Picardie

## Grand-Tour-Platzierungen
| Grand Tour            | 1979 | 1980 | 1981 | 1982 |
| --------------------- | ---- | ---- | ---- | ---- |
| Vuelta a EspañaVuelta | –    | –    | –    | 60   |
| Giro d’ItaliaGiro     | –    | –    | –    | –    |
| Tour de FranceTour    | 89   | 85   | 112  | –    |